# Gergely Nagy
Gergely Nagy (Abony, 27 maggio 1994) è un calciatore ungherese, portiere del Fehérvár.

## Carriera

### Club
Cresciuto nelle giovanili del Győri ETO, nel 2010 comincia a giocare per la seconda squadra. Nel 2012 viene integrato anche nella rosa della prima squadra, con cui debutta il 27 maggio 2012, nella gara esterna contro il Lombard Pápa (0-2), in cui mantiene la rete inviolata. Nel 2014 viene acquistato dal Dunaújváros. Il debutto con la nuova maglia arriva il 2 agosto, nella gara esterna contro il Videoton, in cui subisce 3 reti. Termina la stagione con 20 presenze e 29 reti subite. Nel 2015 passa al Vasas. Il debutto arriva alla prima occasione utile. Il 18 luglio, prima giornata di campionato, viene infatti schierato titolare nella gara esterna contro il Diósgyőr, in cui subisce due reti.

### Nazionale
Nel settembre del 2014 viene convocato dalla nazionale Under-21, ma non viene schierato in campo. Viene nuovamente convocato in ottobre. Debutta il 10 ottobre 2014, in Ungheria-Russia (1-1). Mantiene per la prima volta la rete inviolata il 12 agosto 2014, in Ungheria-Italia (0-0).

## Palmarès

### Club

#### Competizioni nazionali
- Campionato ungherese: 1

Győri ETO: 2012-2013
- Supercoppa d'Ungheria: 1

Győri ETO: 2013